# Neocytheretta exigua
Neocytheretta exigua is een mosselkreeftjessoort uit de familie van de Trachyleberididae. De wetenschappelijke naam van de soort is voor het eerst geldig gepubliceerd in 1980 door Malz.